# Şəmkir Olimpiya İdman Kompleksinin stadionu
Şəmkir Olimpiya İdman Kompleksinin stadionu (Stadion Olimpijskiego Kompleksu Sportowego w Şəmkirze) – stadion piłkarski w Şəmkirze, w Azerbejdżanie. Został otwarty 25 maja 2009 roku. Może pomieścić 2000 widzów. Swoje spotkania rozgrywają na nim piłkarze klubu FK Şəmkir.